# Hôtel de ville de Suresnes
L'hôtel de ville de Suresnes est un édifice administratif de la fin du XIXe siècle situé à Suresnes, en France. Il est recensé à l'Inventaire général du patrimoine culturel.

## Situation et accès
L'édifice est situé au no 2 de la rue Carnot, à l'angle de la rue du Mont-Valérien, dans le centre de Suresnes. Plus largement, il se trouve dans le département des Hauts-de-Seine, en région Île-de-France.

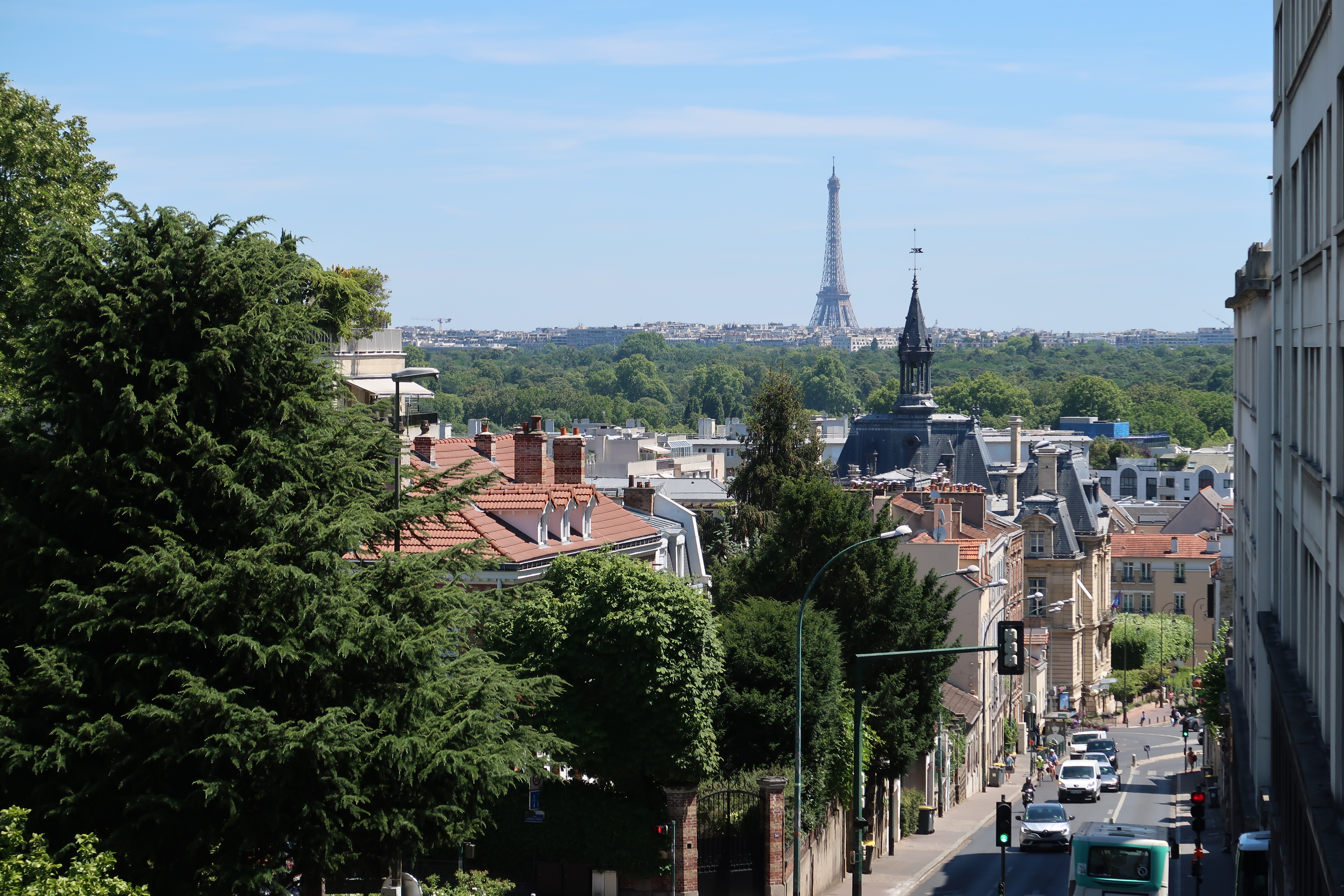
Clocheton et tour Eiffel.

## Histoire

### Hôtels de ville précédents

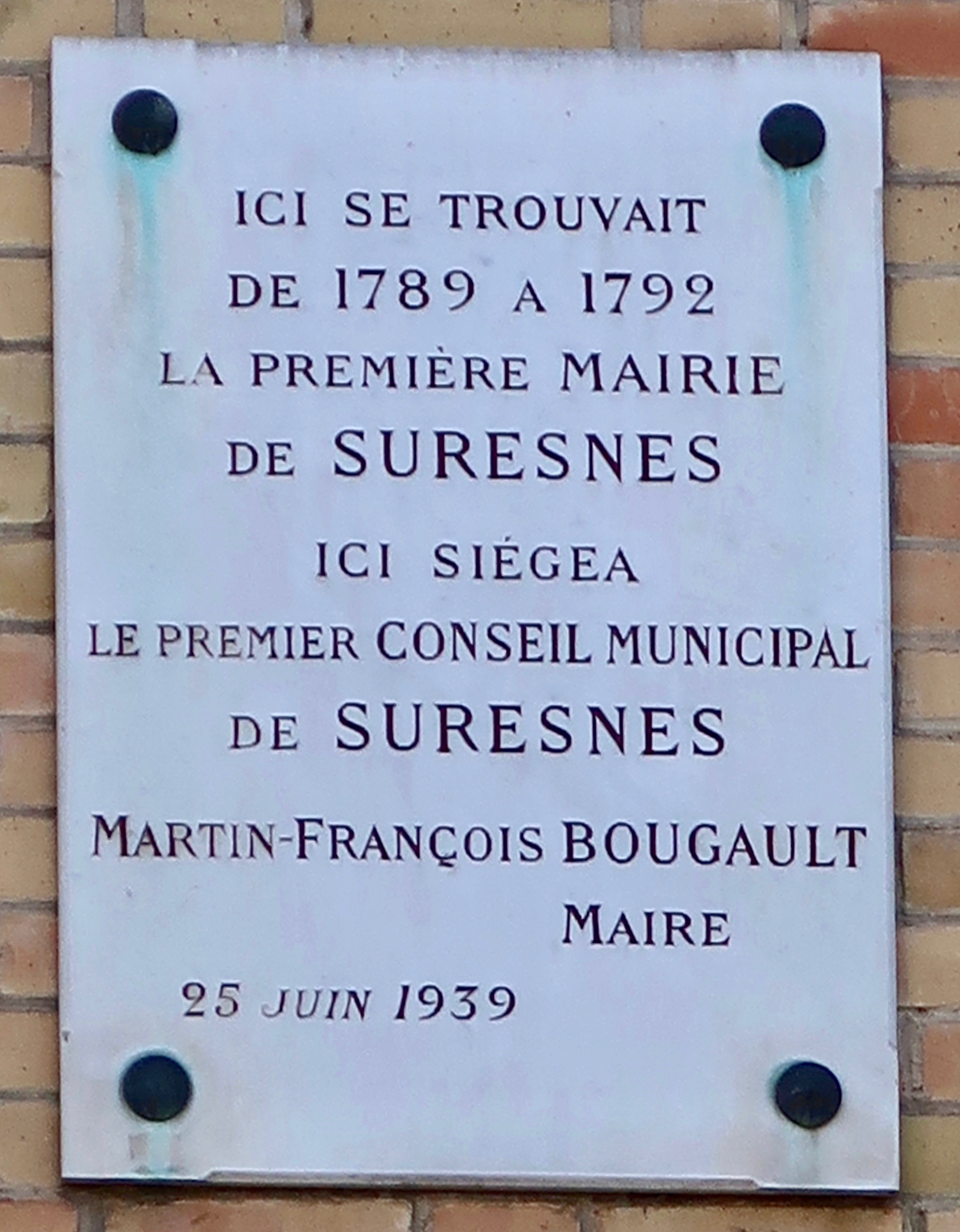
Plaque commémorant le site de la première mairie de Suresnes.

En juin 1787, le roi Louis XVI crée les premières assemblées communales, à la tête desquelles préside un « syndic communal ». La Révolution entérine cette institution mais on parle désormais de « maire ». La première personnalité suresnoise à occuper cette fonction est Martin-François Bougault (1743-1809), un menuisier et épicier, élu en 1787 et réélu en 1790. Le conseil municipal se réunit alors dans sa maison, située au coin des actuelles place Henri-IV et rue Émile-Zola. Le bâtiment originel a été détruit mais une plaque commémorative rappelle cet évènement. En 1792, à la fin du mandat de Bougault, il doit déménager. Les sources manquant à ce sujet, on estime que sa localisation devait varier. Ainsi, un procès-verbal de 1794 précise que la municipalité « se trouvait obligée de changer de logement d’année en année ».
De fin 1794 à 1795, la mairie siège dans le presbytère. Mais le Directoire remplace les municipalités par des conseils cantonaux et le rétablissement la liberté de culte par le Consulat rend le presbytère au curé. Par la suite, la mairie cohabite avec l'école, dont une lettre de 1817 indique qu'elle se trouvait au lieu-dit « La Fouillée », près de l'ancien cimetière. Le bâtiment se révèle pourtant trop petit, une seule pièce située au premier étage servant tour à tour de lieu de réunion, de salle de mariage et de dépôt d'archives, alors que l'étage inférieur accueille la salle de classe. Il abrite également un petit poste de garde et un placard, qui fait office de prison. En 1833, l'édifice est agrandi, de même qu'en 1844, permettant au maire de bénéficier de son propre bureau. La mairie reste cependant inadaptée, si bien qu'en 1855, le conseil municipal décide d'acheter une maison pour la transformer en hôtel de ville. Celle-ci appartient alors à la famille Fizeau, là où le physicien Hippolyte Fizeau réalisa en 1849 une célèbre expérience de mesure de la vitesse de la lumière. La maison était située en bas des coteaux du mont Valérien, sur l'ancienne place du marché, là où se trouvent de nos jours les fontaines de la place du 8-Mai-1945, à l'intersection des rues Émile-Zola et Desbassayns-de-Richemont. De trois étages, sans vis-à-vis, elle comprend à son sommet un clocheton, où Fizeau réalise son expérience. Rachetée par la municipalité, elle accueille l'hôtel de ville de 1855 à 1889. En 1878, une partie de l'édifice, comprenant le clocheton, est détruit, afin d'agrandir la rue de Rueil. Le reste, tombant en ruines, disparaît par la suite.[réf. nécessaire].
Mais elle est à son tour jugée trop petite ; ainsi, le bureau du maire ne permet pas de recevoir plus de deux personnes à la fois. Par ailleurs, la proximité avec un pressoir – Suresnes est encore une commune viticole – incommode. Elle dispose cependant d'une innovation majeure : un télégraphe, le premier de la ville. Lors de la guerre franco-prussienne de 1870, alors que des combats ont lieu près du mont Valérien, la mairie se délocalise 31 rue d'Anjou, à Paris, ville où se sont réfugiés une partie des Suresnois,.

### Prémices
En 1885, le conseil municipal décide de créer une nouvelle mairie, qui cette fois-ci serait construite uniquement à cette fin. La Municipalité acquiert donc le terrain de M. Grignon, pharmacien à Paris, détruit sa propriété et lance les travaux d'un édifice conçu par Jean Bréasson, qui remporte en 1886 le concours d'architecte auquel s'étaient présentés 78 candidats. Il avait déjà réalisé plusieurs hôtels de ville, dont celui de Neuilly-sur-Seine. Charles Garnier, qui a conçu l'opéra éponyme, préside le jury chargé de départager les projets qui avaient été présentés plus tôt à Paris, Suresnes ne disposant pas à l'époque d'une salle assez grande. Le 1er décembre 1889, après deux ans de travaux qui auront coûté 465 000 francs, l'hôtel de ville est inauguré. Situé dans une parcelle comprise entre la rue Berthelot, de celle du Mont-Valérien et la rue Carnot, il est typique de la Troisième République par sa façade imposante de style néoclassique, sa grande entrée et sa décoration soignée. Deux statues de la Loi et la Justice ornent la façade. Le bâtiment comporte aussi un escalier monumental à double révolution, ainsi que de hauts combles. La mairie est décorée par des toiles marouflées d'Henri Brémont (1911), qui a aussi réalisé les vitraux de la nouvelle église de Suresnes : il figure le lien entre Suresnes et la Seine, représentant notamment le barrage et l'écluse,.

### Première pierre et construction
La première pierre avait été posée le 15 mars 1887, le clergé n'étant pas invité à la cérémonie, signe de l'atmosphère anticléricale de l'époque,. Ce nouvel hôtel de ville, sur l'emplacement de l'ancien, coûte 600 000 francs tout compris, soient terrain, construction et mobilier, dont 460 000 francs pour ces deux derniers. Le département de la Seine accorde une subvention de 63 000 francs.

### Inauguration
La cérémonie d'inauguration a lieu le 2 décembre 1889. Pour compléter l'installation, le préfet de la Seine Eugène Poubelle annonce avoir signé, avant de venir à la cérémonie, un crédit de 25 000 francs,. La cérémonie donne aussi lieu à une distribution de secours aux indigents, une kermesse, l'ascension d’un ballon, un banquet et un bal public. La première séance du conseil municipal a lieu dans le nouveau bâtiment le 5 décembre,.

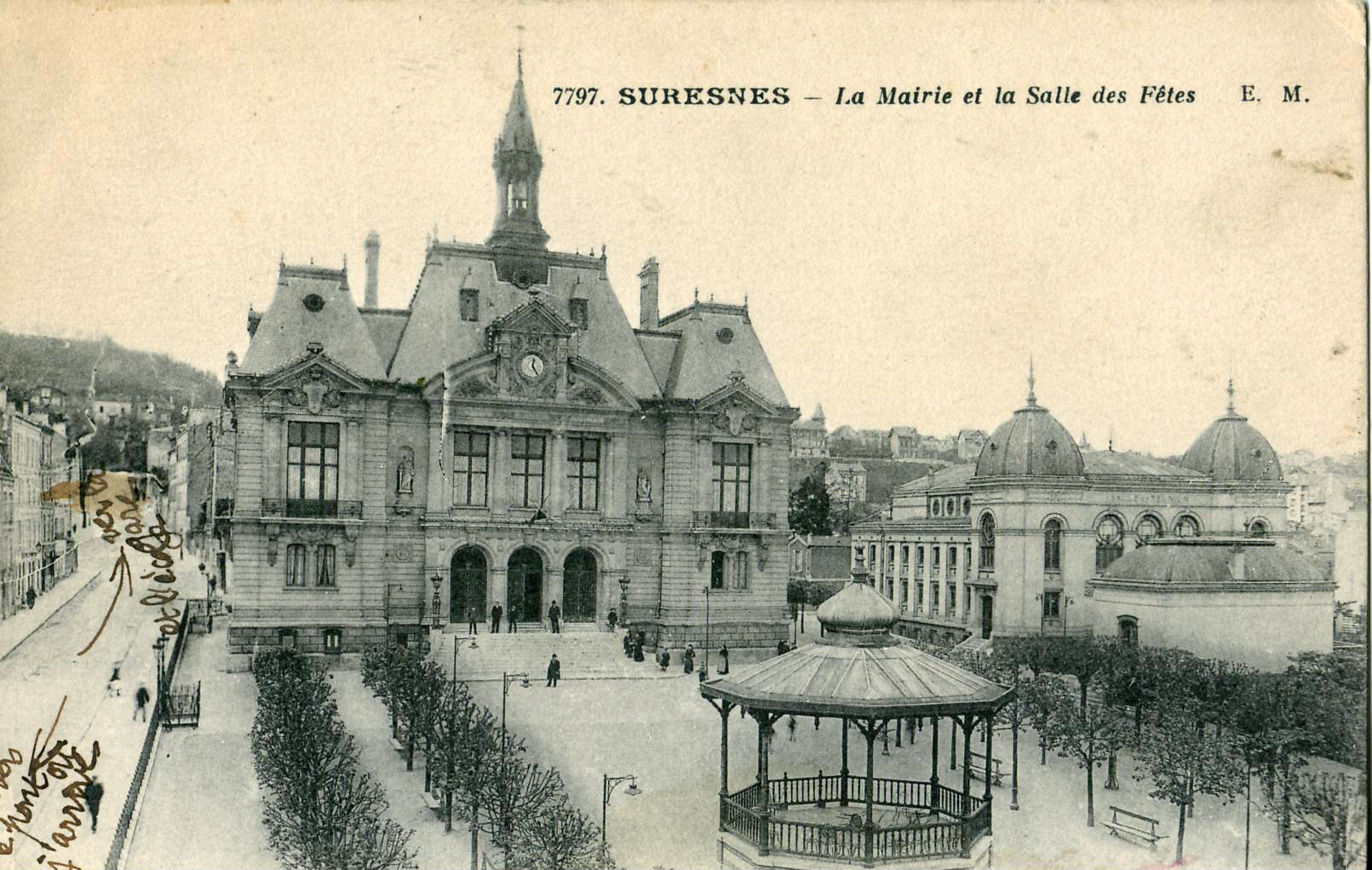
La mairie, la salle des fêtes et le kiosque du square, dans les années 1930.
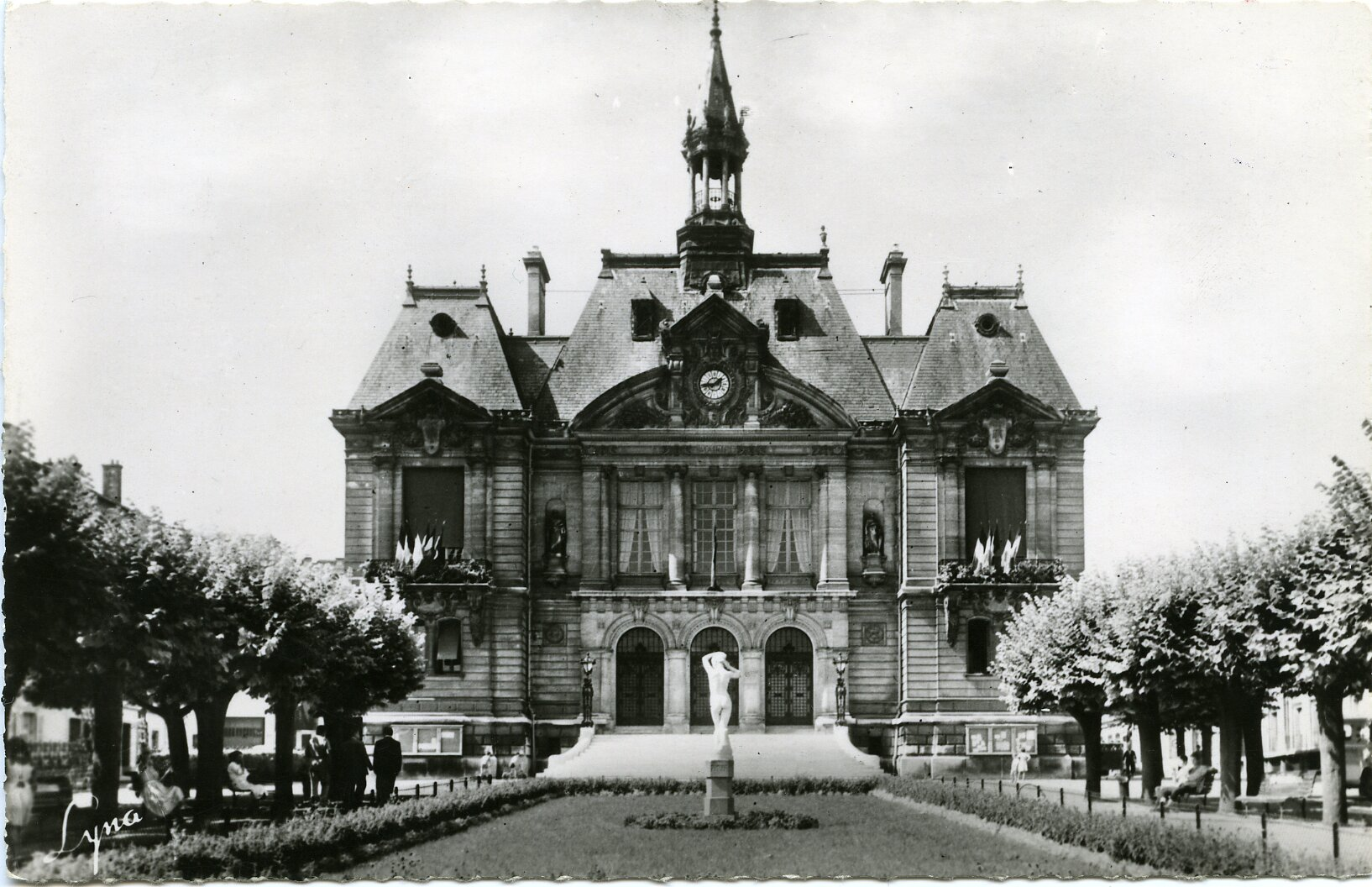
L'hôtel de ville au milieu du XXe siècle ; une statue prend la place du kiosque, elle-même depuis remplacé par le monument à Henri Sellier.

### Salle des Fêtes
En 1893, les architectes Édouard Bauhain et Raymond Barbaud remportent le concours prévoyant la construction d'une salle des fêtes le long de la mairie, donnant également sur la rue Carnot et achevée en 1897 ; sa charpente est réalisée par la société Eiffel. Ils conçoivent également un kiosque à musique, installé dans le square de la mairie. Un bureau de bienfaisance est aussi érigé à proximité, devenu bureau de la justice de paix,,.

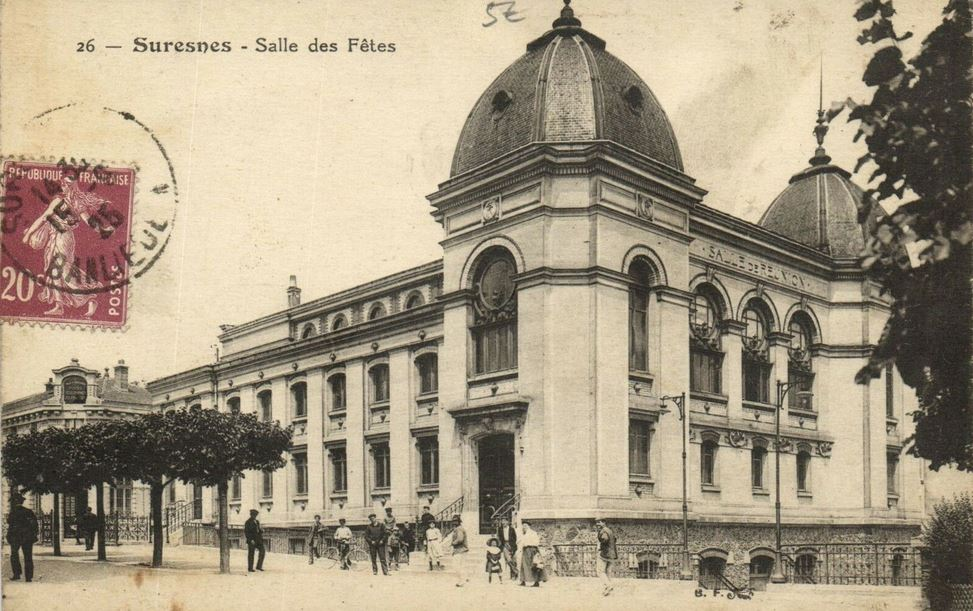
La salle des fêtes.
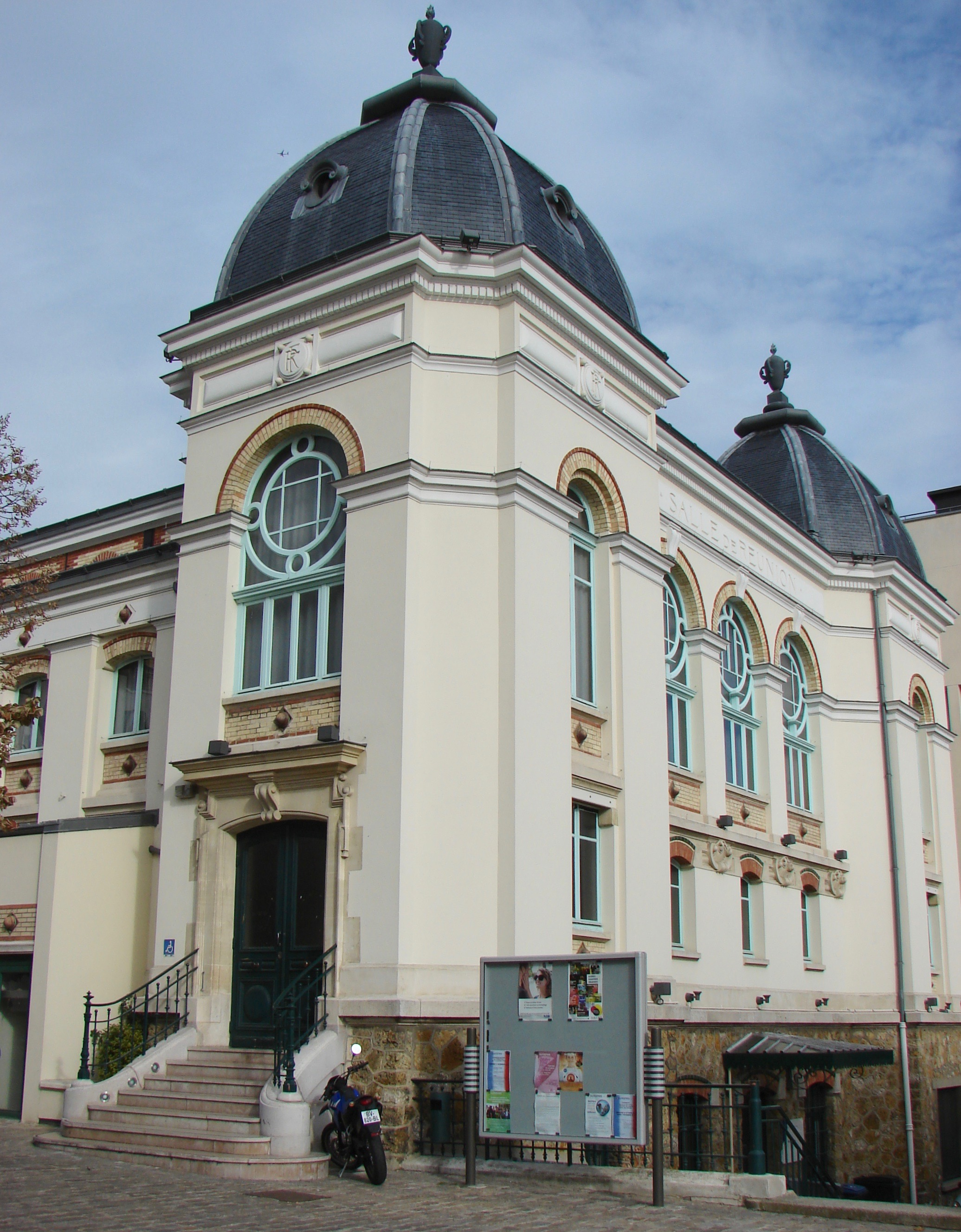
La salle des fêtes de nos jours.

### Seconde Guerre mondiale
Le 3 juin 1940 au début de la Seconde Guerre mondiale, 28 bombes touchent Suresnes, les sirènes étant déclenchées dix minutes après les explosions. Deux civils et un garde-civique d’îlot périssent et de nombreuses maisons sont détruites ou endommagées, comme la mairie (portes, fenêtres et cloisons sont arrachées et la verrière surplombant l'escalier central est détruite), ce qui conduit à la transférer provisoirement dans l'école Jules-Ferry, où les services du chômage, des prisonniers ou encore de l'alimentation (cartes de rationnement) sont particulièrement mobilisés pendant le conflit. Quant à la salle des mariages, elle est déplacée dans l'auditoire de la justice de paix. Il faut attendre 1945 pour que la mairie retrouve son bâtiment originel,.

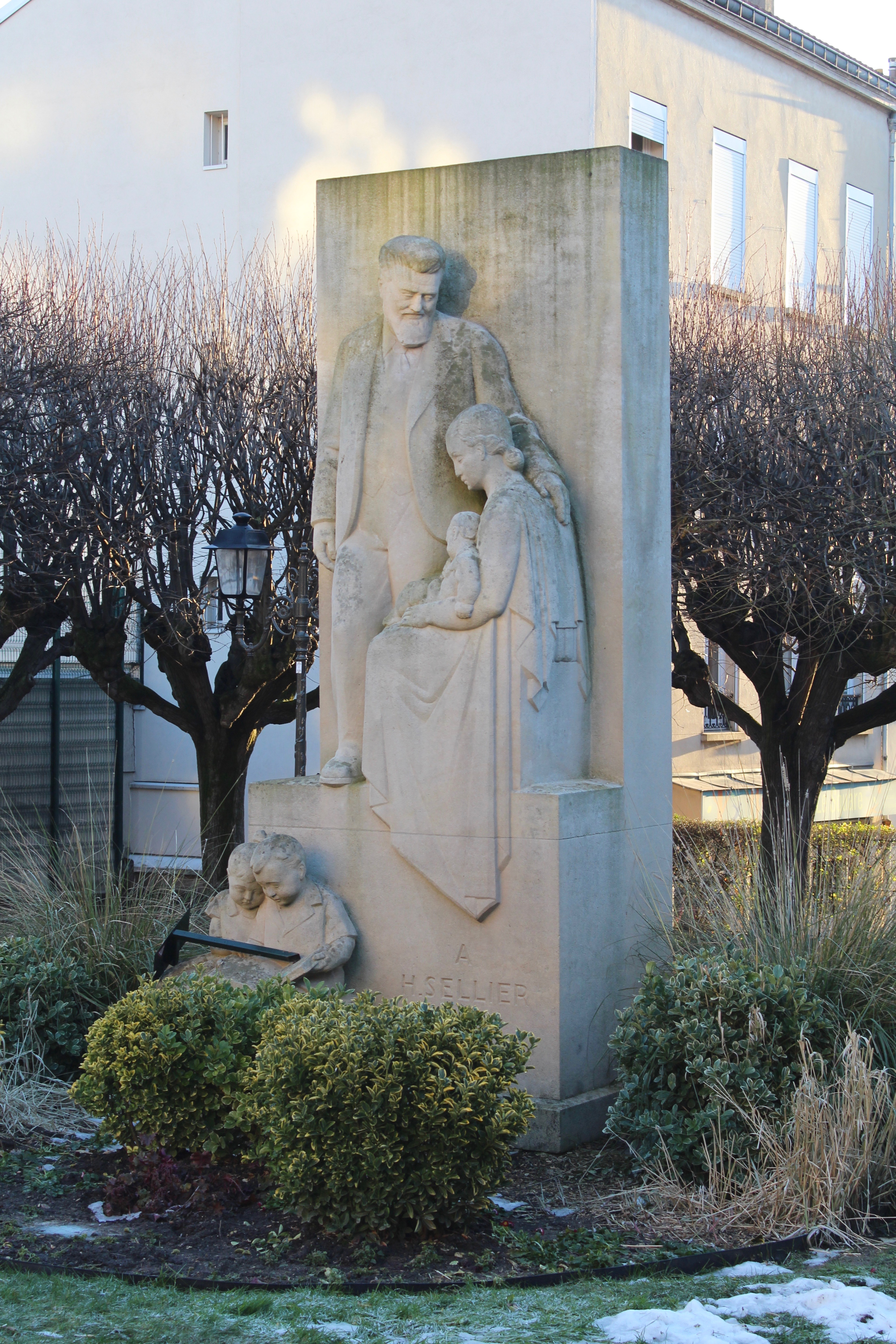
Le monument à Henri Sellier.

Le 20 mai 1941, le maire Henri Sellier est destitué par Vichy, le décret signé par l'amiral François Darlan indiquant qu'il « a fait preuve d’hostilité manifeste à l'œuvre de rénovation nationale ». Dans son bureau, le maire avait affiché ce document, y rajoutant une citation de Maximilien de Robespierre : « La haine des ennemis du peuple est la récompense des bons citoyens ». Le 5 juin 1941, Louis Cucuat, inspecteur général des services administratifs et financiers de la préfecture de la Seine, est nommé maire par arrêté ministériel. Le 22 juin, Henri Sellier est arrêté puis interné à Compiègne, avant d'être libéré, revenant à Suresnes le 17 juillet. Mais ces évènements, ainsi que la peur d'une nouvelle arrestation, affectent son état de santé. Le 1er novembre 1943, il est victime d’une attaque d'hémiplégie et meurt le 24 novembre. Il est inhumé dans le cimetière Carnot.
Le 1er décembre 1962, un monument à la mémoire de l'ex-maire Henri Sellier est inauguré dans le parc de la mairie,, à l'emplacement de la statue La Source de d'Ambrosio, elle-même remplaçant l'ancien kiosque à musique. L'hôtel de ville est l'objet d'importants travaux de rénovation en 1970 et en 1992.

## Structure
Le construction est en pierre blanche, avec des toitures droites surmontées d'un clocheton gothique. En raison de la déclivité du sol, le rez-de-chaussée est exhaussé de près de deux mètres. La façade principale se compose d'un corps de bâtiment central flanqué de deux pavillons plus petits formant avant-corps,. Le pavillon central est orné d'un fronton où se détache un cadran horaire de couleur bleue. Au milieu des toitures droites et pointues se dresse un clocheton gothique. L'escalier d'entrée permet l'accès à un perron qui conduit à trois ouvertues à plein cintre, garnies de portes à claire-voie en fer forgé,.
Au moment de l'inauguration, on indique que l'intérieur est formé d'un vestibule dallé de marbre brun et dont le plafond est soutenu par des colonnes également en marbre ; qu'au fond, un escalier à double évolution, bordé d'une rampe de fer forgé, conduit au premier étage, où se trouvent, en face la salle des fêtes, à droite, la salle des mariages et à gauche, un petit salon de réception ; que les boiseries et les meubles sont en chêne sculpté.

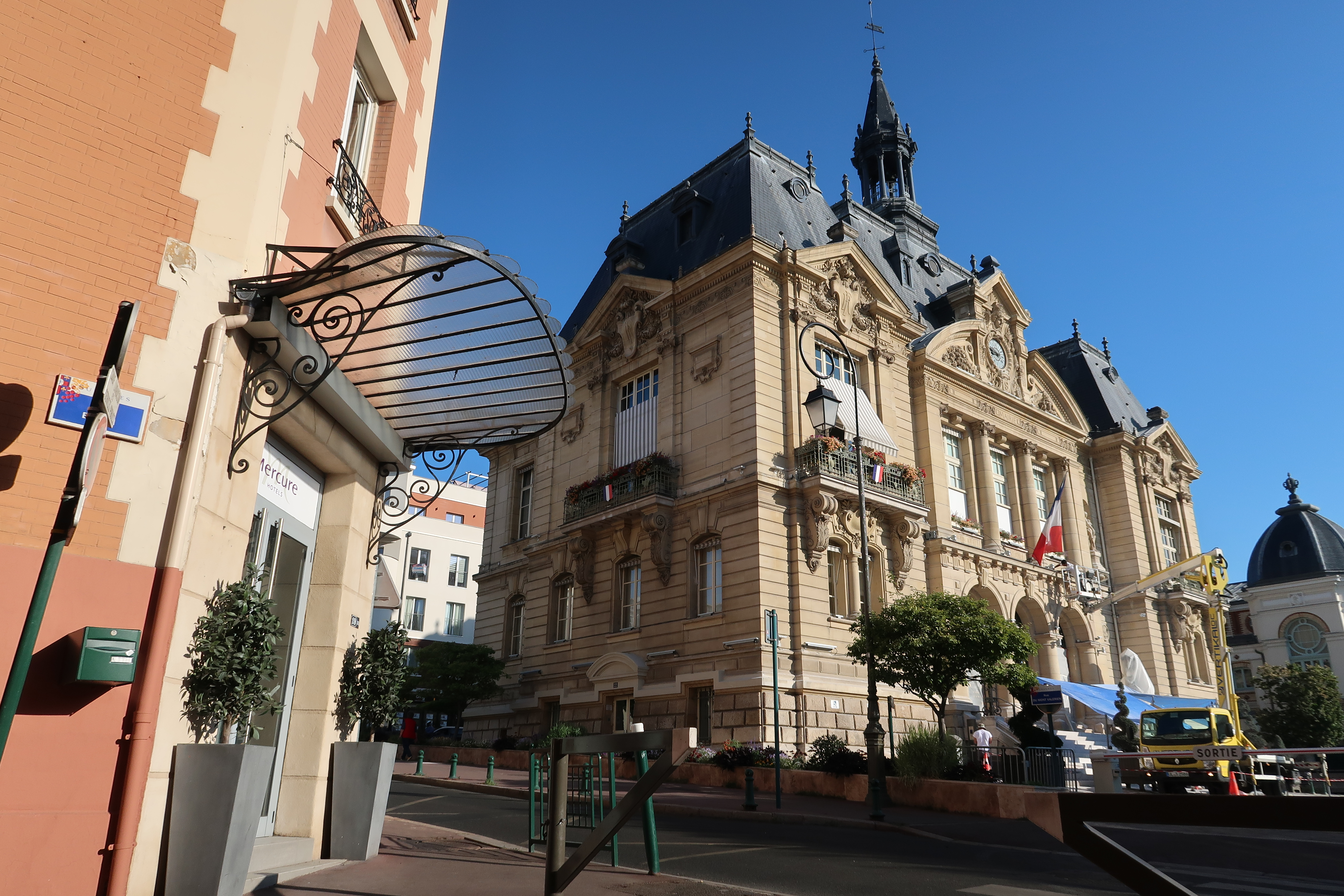
La mairie vue de la rue du Mont-Valérien.
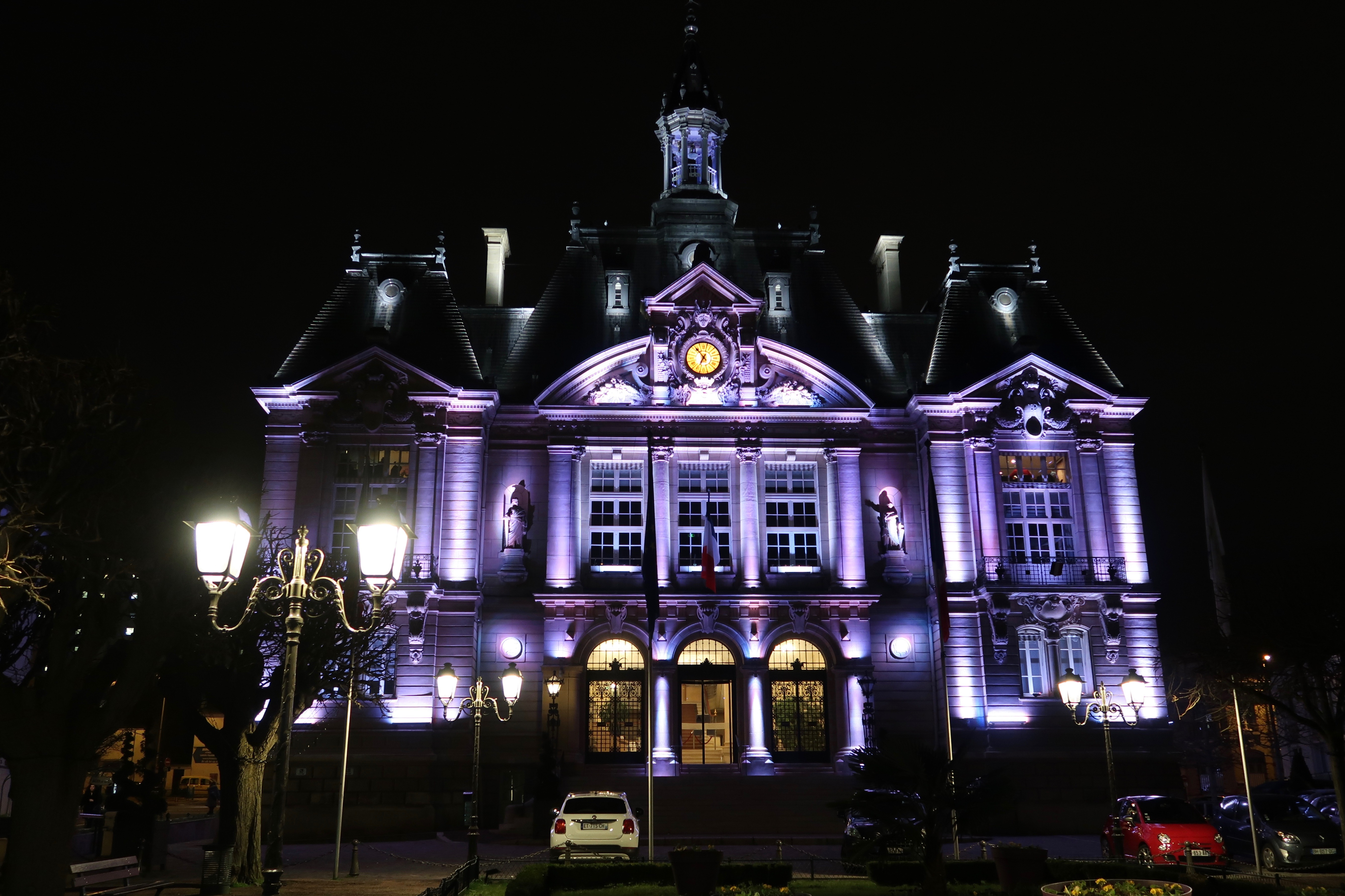
Vue de nuit.
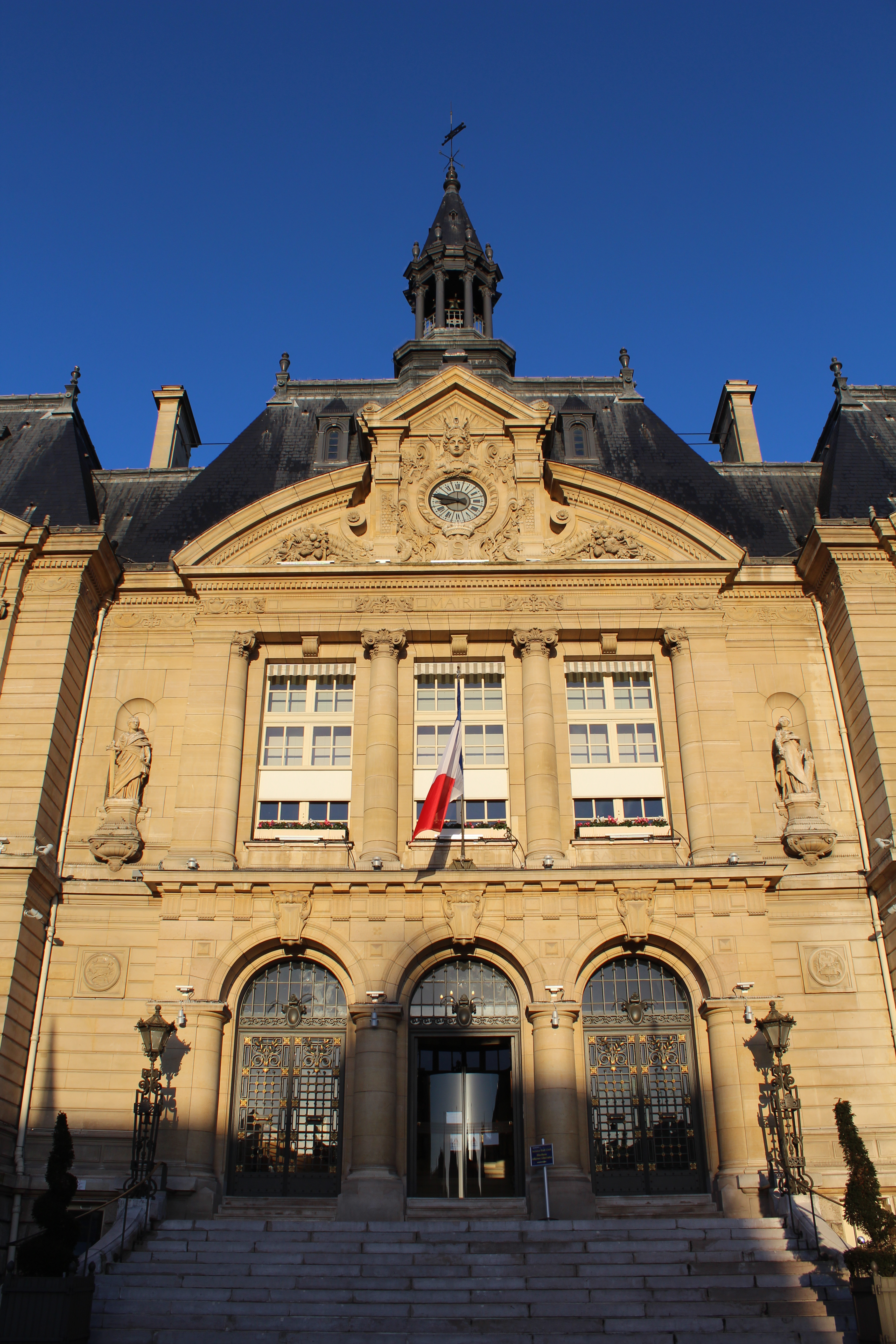
Corps central du bâtiment.
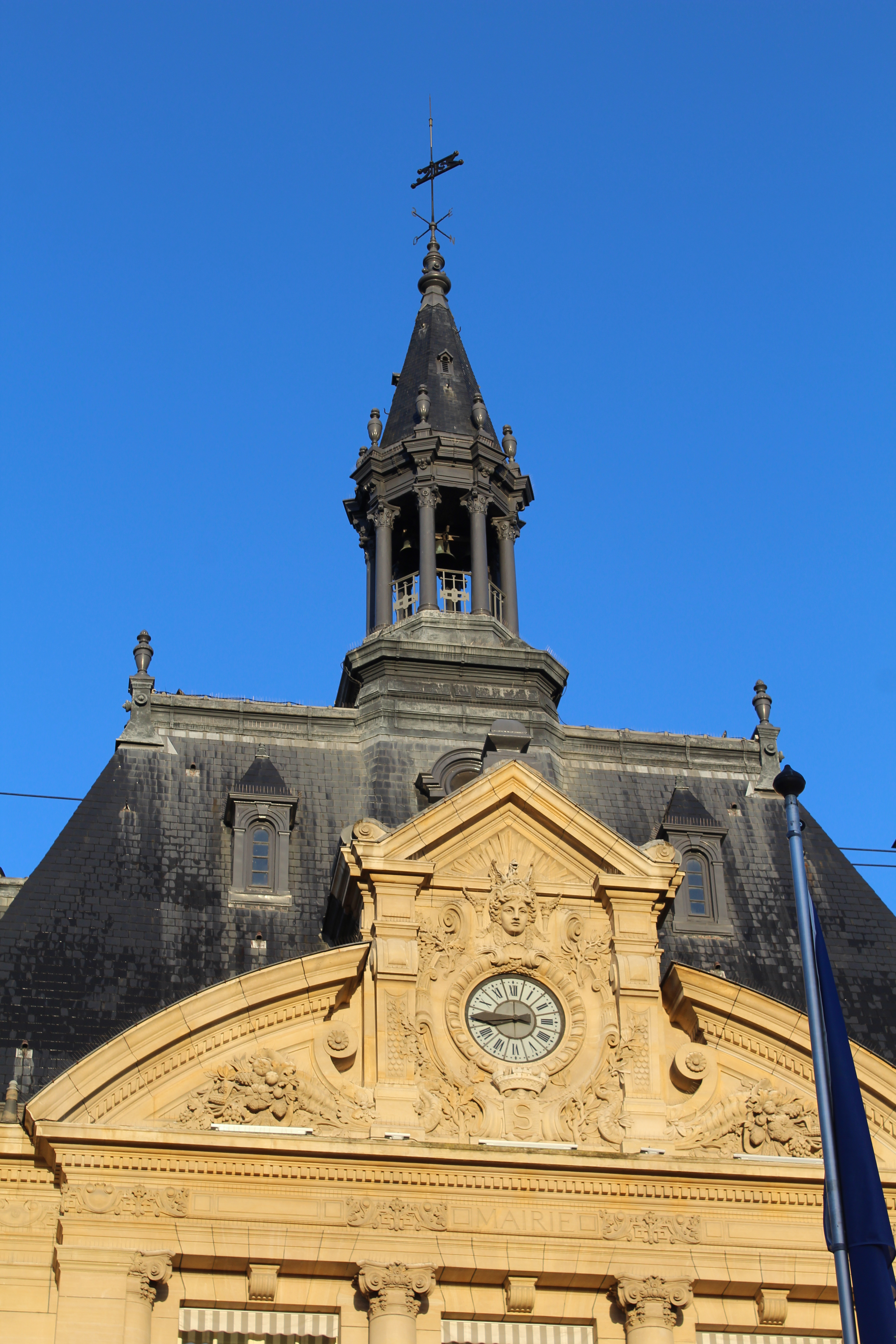
Détail du clocheton.

## Statut patrimonial et juridique
Le bâtiment fait l'objet d'un recensement dans l'Inventaire général du patrimoine culturel, en tant que propriété publique. L'enquête ou le dernier récolement est effectué en 1995.